# 热水汤街道
热水汤街道，是中华人民共和国辽宁省朝阳市凌源市下辖的一个乡镇级行政单位。

## 行政区划
热水汤街道下辖以下地区：
热水汤村。